# 도나 하디
도나 하디(Dona Hardy, 1912년 12월 3일 ~ 2011년 2월 13일)는 미국의 배우, 텔레비전 배우, 영화배우이다.

## 영화
- 가면의 정사 (1991년)
- 러닝맨 (1987년)